# Ormosia bigladia
Ormosia bigladia là một loài ruồi trong họ Limoniidae. Chúng phân bố ở miền Tân bắc.